# Radio hsf
Radio hsf (für Hochschulfunk) ist das Hochschulradio an der Technischen Universität Ilmenau. Betrieben wird Radio hsf von einem gemeinnützigen Verein, dem hsf Studentenradio e. V. Mit dem Sendestart als Betriebsfunk der Fachschule für Elektrotechnik und Maschinenbau Ilmenau im Mai 1950 gilt Radio hsf als das älteste Hochschulradio Deutschlands.

## Empfang

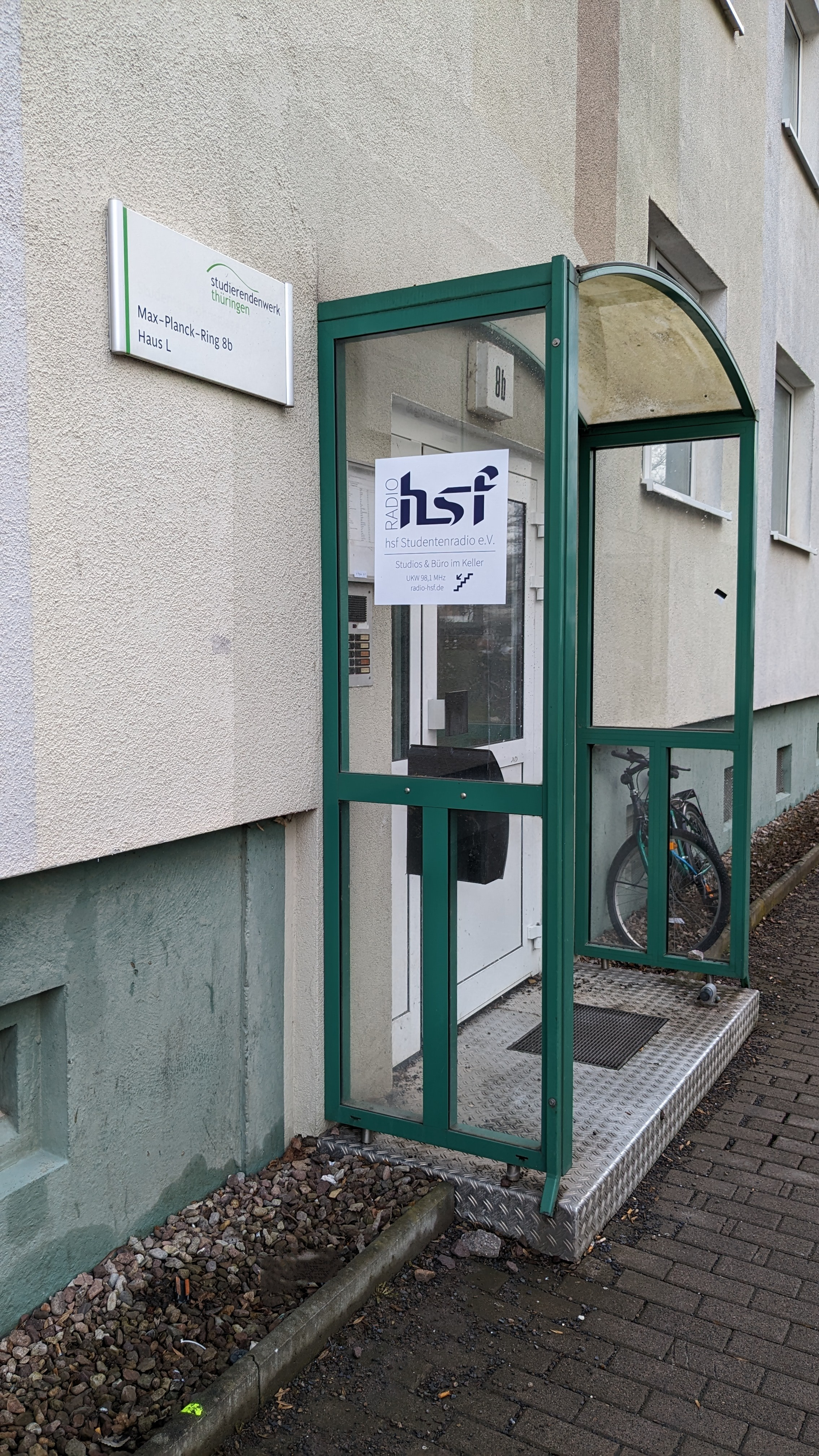
Eingang zu den Räumen des Radio hsf.

Das hsf Studentenradio e. V. besitzt seit 1999 eine Lizenz zum Einrichtungsrundfunk. Seitdem ist Radio hsf im Stadtgebiet Ilmenau über die UKW-Frequenz 98,1 MHz zu empfangen. Seit dem 26. Oktober 2010 sendet der hsf gemeinsam mit dem iSTUFF vom 50 Meter hohen Sendeturm am Vogelherd. Außerdem wird das Programm in das Kabelnetz der Studentenwohnheime und verschiedener lokaler TV-Kabelbetreiber eingespeist. Über das Internet wird ein Live-Stream verbreitet.

## Programm

### Reguläres Programm
Das ständige Programm von Radio hsf setzt sich aus Sendungen mit unterschiedlichen Formaten zusammen. Den Hauptteil des Programms bilden Magazinsendungen, die über das Geschehen an der TU Ilmenau und die Stadt Ilmenau informieren. Dazu gehören insbesondere die Berichterstattung über hochschulpolitische Themen, aber auch über das kulturelle Leben im Umfeld der Universität. Darunter fallen zum Beispiel die „infominutes“ sowie die Magazinsendung „universum“, wo über aktuelle Geschehnisse in Ilmenau berichtet wird. Daneben gibt es verschiedene Sendungen, die sich der Musik widmen: Bei der „music“ stellen wechselnde Moderatoren wöchentlich Neuveröffentlichungen aus verschiedenen Musikrichtungen vor. Diese werden von der Musikredaktion zu Beginn der Woche zusammengestellt und gemeinsam angespielt und bewertet. Die besten Songs werden dann in der „music“ gespielt und zu einem „rotation shuffle“ zusammengeschnitten. Aus einer erheblichen Sammlung an shuffles wird immer Nachmittags eine Auswahl gespielt. Weiterhin ist radio hsf Teil der überregionalen Initiative „Campuscharts“, die jeden Montag die aktuellen Charts der Campusradios in Deutschland vorstellt.
Eine Besonderheit bei Radio hsf ist, dass Sendungsmacher ihr eigenes Sendekonzept einreichen können. Somit laufen neben den Musik- und Magazinsendungen auch andere Formate, die bestimmte Zielgruppen bedienen und von festen Moderatoren bzw. Redakteuren mindestens über ein Semester betreut werden. Im Wintersemester 2024–2025 stehen da unter anderem Musiksendungen wie „mixtape“ oder „history maker“ im Programm. Auch redaktionell erarbeitete Wissenssendungen wie „techilog“ oder „ScienceCom“ finden sich dort wieder und stellen die Welt der Technik und die Forschung an der TU Ilmenau vor. Letztere Sendung wird auf Englisch moderiert, ebenso wie die Talk-Sendung „international“, bei der internationale Studierende an der TU Ilmenau sich und ihr Land vorstellen.
Abseits der Livesendungen wird morgens von 8 bis 11 Uhr Campusradio Jena übernommen. Danach laufen Wiederholungssendungen vom Vortag, anschließend bis 19 Uhr der hsf „shuffle“ mit Musikmischungen der Musikredaktion. Bis Mitternacht wird nach den Livesendungen anschließend das Programm anderer Bürgersender übertragen.
Außerhalb der Sendezeiten ist auf der Frequenz von radio hsf von 0 bis 8 Uhr das Programm von BBC World Service zu empfangen, in das Kabelsignal der Studentenwohnheime wurde früher währenddessen Radio Eins eingespeist.

### Veranstaltungsrundfunk

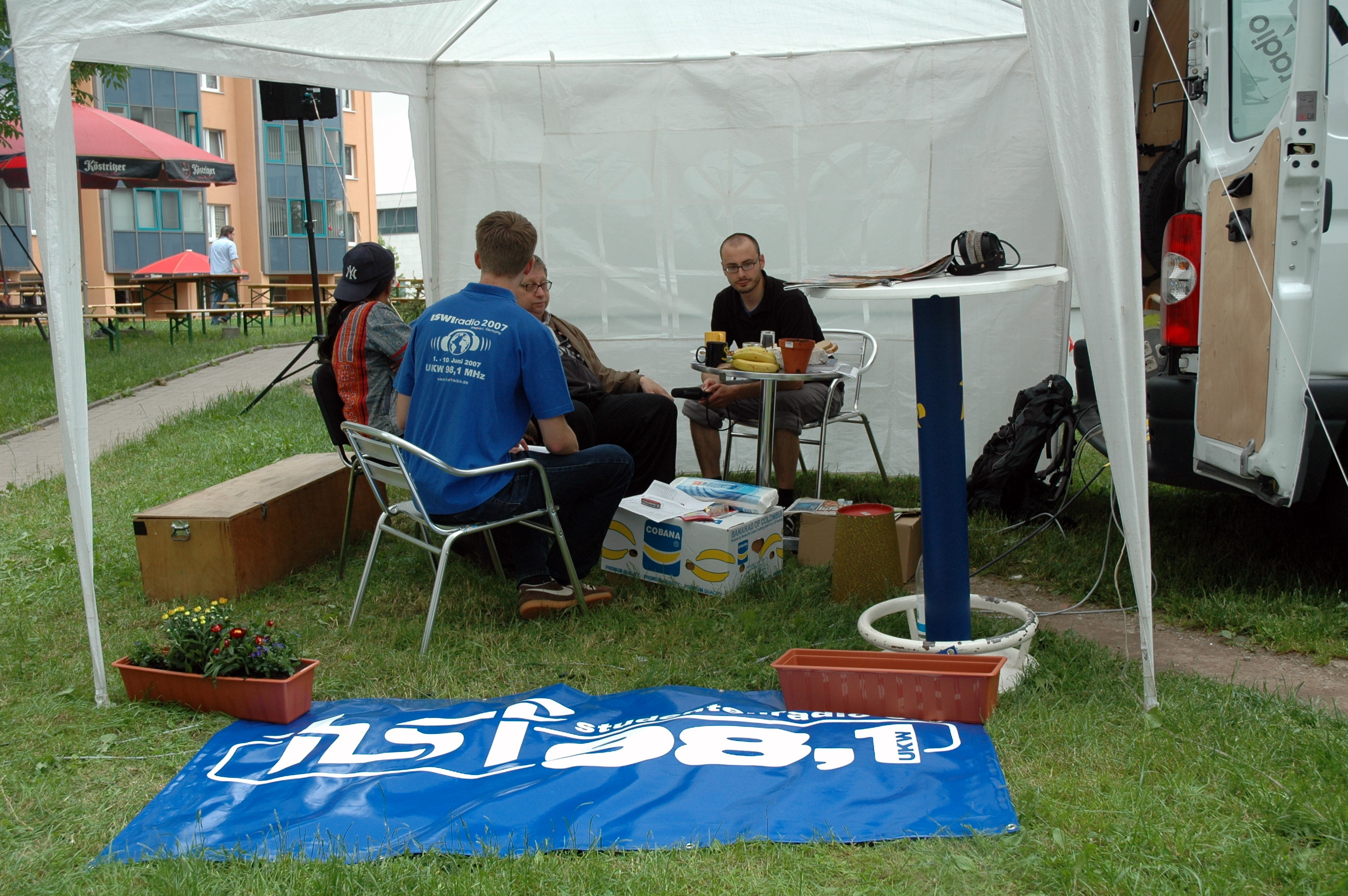
Der amerikanische Medienkritiker Danny Schechter im Gespräch mit radio hsf während des ISWIradio 2007

Beginnend mit der Internationalen Studentenwoche Ilmenau (ISWI) 1993 begleitet radio hsf größere Veranstaltungen in Ilmenau mit einem eigens produzierten Sonderprogramm. Neben dem ISWIradio, welches das Studententreffen seitdem alle zwei Jahre mit einem zehntägigen 24-Stunden Live-Programm begleitet, gab es ein dreitägiges Vollprogramm anlässlich des Thüringentages 1998 in Ilmenau. Diese Sonderprogramme wurden bis zur Erteilung der dauerhaften Sendelizenz im Jahre 1999 im Rahmen eines Ereignisrundfunks durchgeführt.
Während dieser Sonderprogramme zur ISWI konnten eine Vielzahl der hochkarätigen Gäste und Vortragenden des Studententreffens interviewt werden, unter ihnen waren:
- 1993 Joseph Weizenbaum, Jochen Kubosch, Gerald Kaufmann, Johan Galtung, Stuart Miller, Vaclav Zak, Robert Jungk
- 1995 Klaus von Klitzing, Konrad Zuse, Eva Huenges, Wau Holland
- 1997 Fritz Reheis, Friedrich Hitzer, Tschingis Aitmatow, Hans Birchler, Jacob Holdt, Joseph Weizenbaum
- 1999 Reiner Klingholz, Jack Steinberger, Amory Lovins, Rüdiger Nehberg
- 2001 Maurice King, Dave Schimel, Danny Schechter, Gary Melton, Robert Chassel, Wau Holland
- 2003 Johano Strasser, Joseph Weizenbaum, Joshua Farley, Gary Melton, Andy Müller-Maguhn
- 2005 Jón Baldvin Hannibalsson, Joseph Weizenbaum
- 2007 Danny Schechter, Raúl Montenegro, Brendan Dooley, Bernhard Huggonier, Valeriu Frunzaru und Matthias Platzeck.

Für die ISWI 1993 zeichnete radio hsf eine Grußbotschaft von Hans-Dietrich Genscher auf.
Neben dem eigentlichen ISWIradio-Programm organisiert radio hsf Radioworkshops, an dem internationale Teilnehmer der ISWI  teilnehmen und unter Anleitung eine tägliche Sendung des ISWIradios vorbereiten und produzieren.
2007 begleiteten iSTUFF und der hsf studentenradio e.V erstmals die ISWI auch über DVB-T, um der Ilmenauer Bevölkerung dieses Großereignis näher zu bringen.

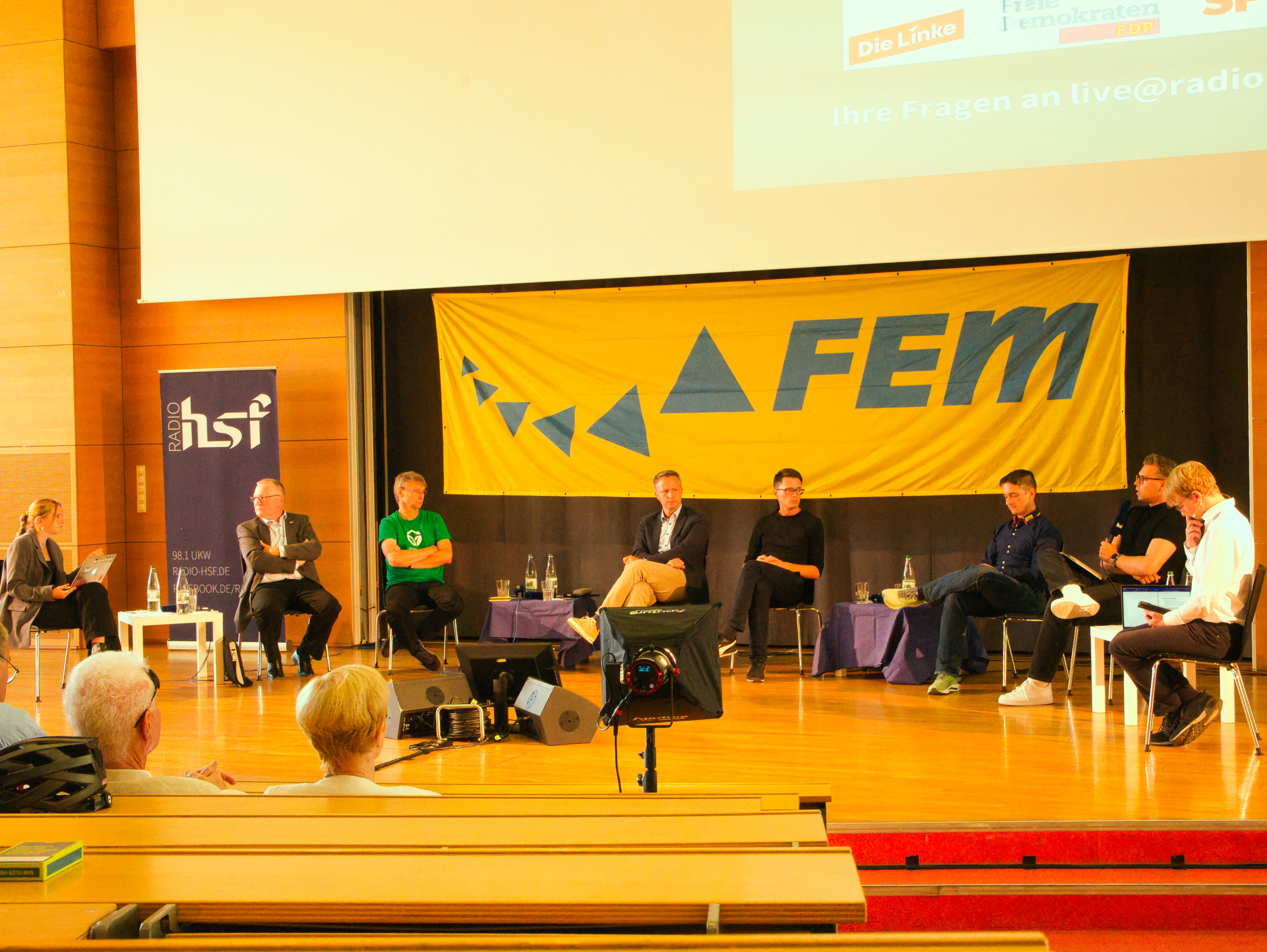
Die Moderatoren von Radio hsf sowie die Regionalkandidaten der anwesenden Parteien beim PolitTalk zur Landtagswahl 2024

Zum Anlass der Kreistags- und Landtagswahlen in Thüringen 2024 veranstaltete Radio hsf in Ilmenau zwei Talkshows. Diese wurden ebenfalls von der Forschungsgemeinschaft elektronische Medien e. V. per Videostream ins Internet übertragen und im Anschluss auf YouTube veröffentlicht. Zum einen wurden die drei Oberbürgermeisterkandidaten für Ilmenau – Mathias Steitz (CDU), Jens Dietrich (AfD) sowie damaliger Amtsinhaber Daniel Schultheiß (Wählerbündnis Pro Bockwurst) – im Mai zu einer Polit-Diskussion in den Faraday-Hörsaal der TU Ilmenau eingeladen. In einem sechzigminütigen Themenblock wurden den Kandidaten Fragen zu regional bedeutsamen Themen gestellt. Anschließend konnte das Publikum Fragen an die Kandidaten richten. Zum anderen wurden Ende August die regionalen Kandidaten für die Landtagswahl zu einem Polit-Talk eingeladen. Aus Platzgründen fand dieser dann im Audimax der TU Ilmenau statt. Anwesend waren:
- Jens Wolling (Grüne), Andreas Bühl (CDU), Christian Schaft (Linke), Martin Mölders (FDP), Maximilian Reichel-Schindler (SPD), Jens Dietrich (AfD)

Auch hier wurden den Kandidaten Fragen zu den Themenblöcken Öffentlicher Nahverkehr, Nachhaltigkeit und Umweltschutz, Digitalisierung sowie Attraktivität des Wohnraumes Thüringen gestellt. Im Anschluss hatte das Publikum erneut Zeit, Fragen an die Kandidaten zu richten. Im Ganzen waren beide Veranstaltungen sehr gut besucht und die Übertragungen wurden von vielen Empfängern angenommen.

## Weitere Projekte
Neben dem eigentlichen Radioprogramm gibt es innerhalb des hsf Studentenradio e.V weitere Projekte:
- STRIPE: Der Students Radio Internet Program Exchange wurde als Online-Plattform entwickelt, welche zum Austausch von Beiträgen, Interviews oder ganzen Sendungen zwischen den Studentenradios in Deutschland und Europa genutzt werden kann.
- hsf BigBand: Zum 50. Geburtstag des hsf im Jahre 2000 gründete sich im Dezember 1999 die radio hsf BigBand. Ursprünglich nur für ein Geburtstagskonzert gedacht, hat die BigBand mehrere erfolgreiche Auftritte absolviert.
- Beschallung von Events: Radio hsf ist regelmäßig auf Events an der Uni und in Ilmenau unterwegs, wo sie die Beschallung und/oder Moderation unterschiedlichster Veranstaltungen übernehmen.

## Studiotechnik
Studios und Büro des hsf Studentenradio e.V befinden sich im Keller des Studentenwohnheims „Haus L“ auf dem Campus der TU Ilmenau. Zwei Studios stehen für Produktion und Sendungen zur Verfügung. Im Studio 1 stand ein Mischpult der Firma Studer für aufwendigere Sendungen und Produktionen. Durch einen separaten Sprecherraum können hier auch größere Gesprächsrunden produziert werden. 2020 wurde das Studio 1 grundlegend modernisiert und ein Pult der Firma dhd.audio eingebaut. Studio 2 ist so konzipiert, dass bequem Sendungen im Selbstfahrerbetrieb produziert werden können, aber auch für bis zu 3 weitere Interviewgäste die Teilnahme möglich ist. Mit einer neu gestalteten Interviewecke sowie neuem Raumkonzept können in Studio 2 ab Ende 2024 auch neben dem Technik- und Sprechertisch Interviews geführt werden. Durch die ansprechende visuelle Raumgestaltung können diese dann auch bequem per Video mitgeschnitten werden.

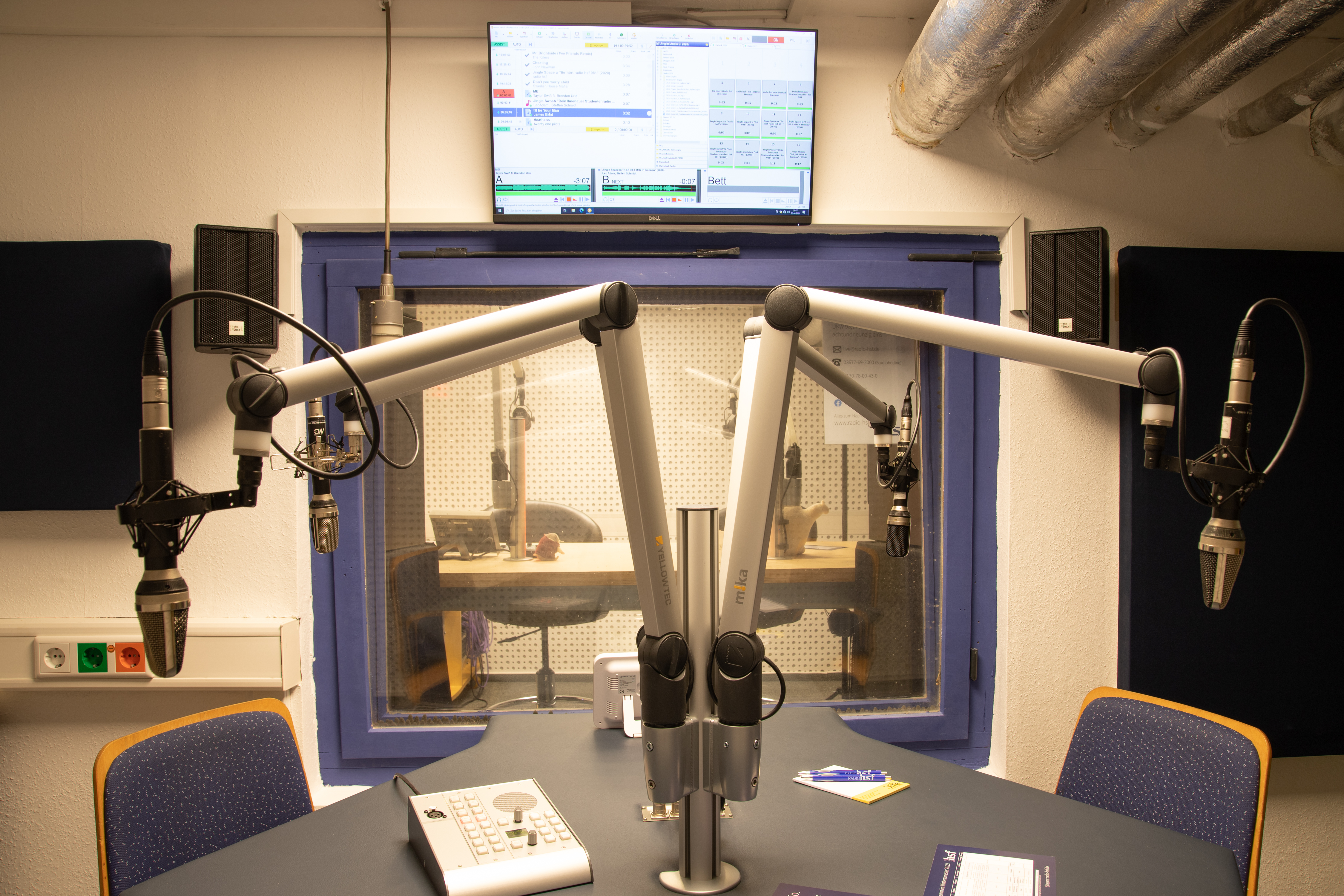
Der Sprecherraum von Studio 1

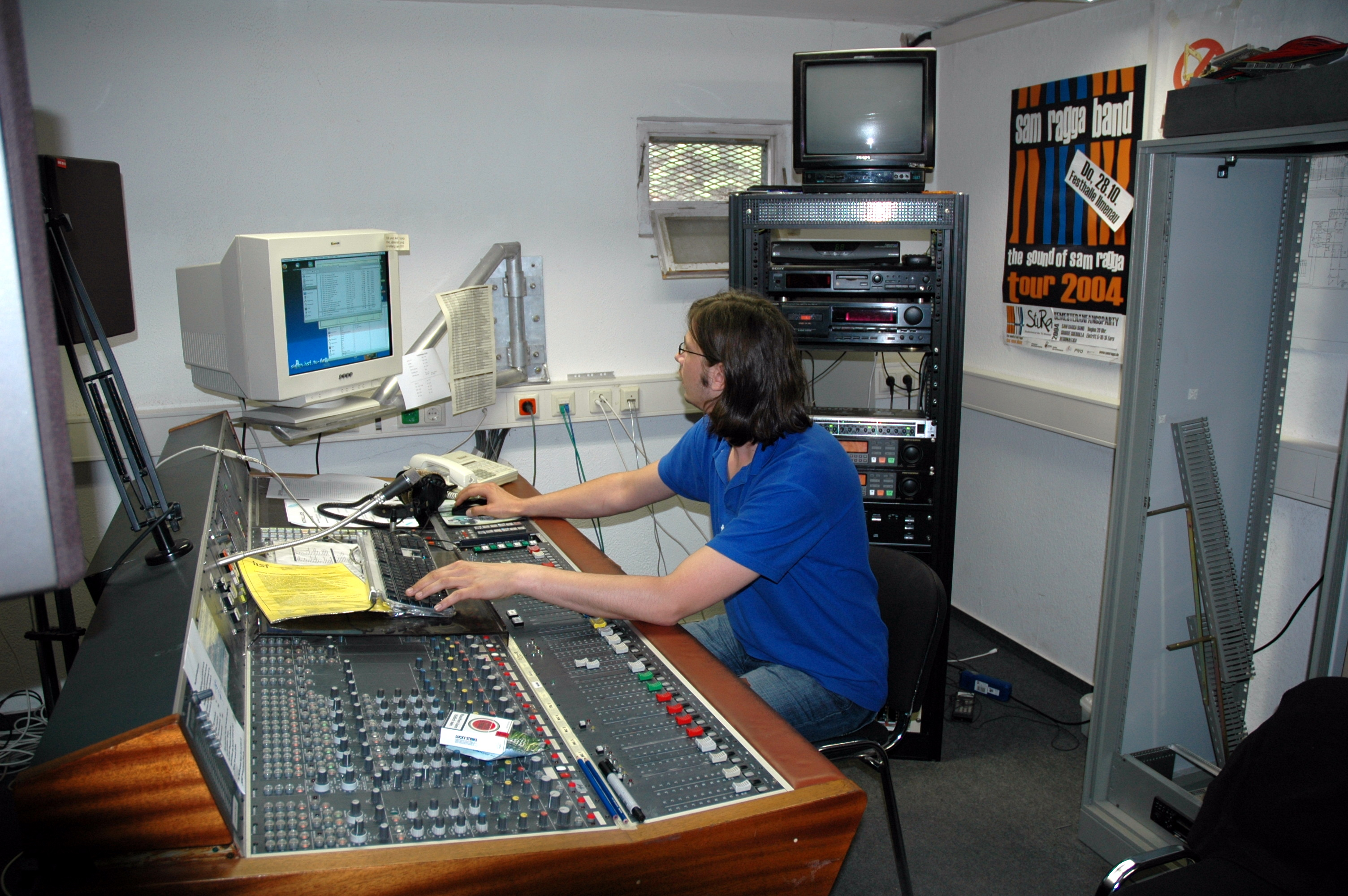
Ehemalige Senderegie von Studio 1

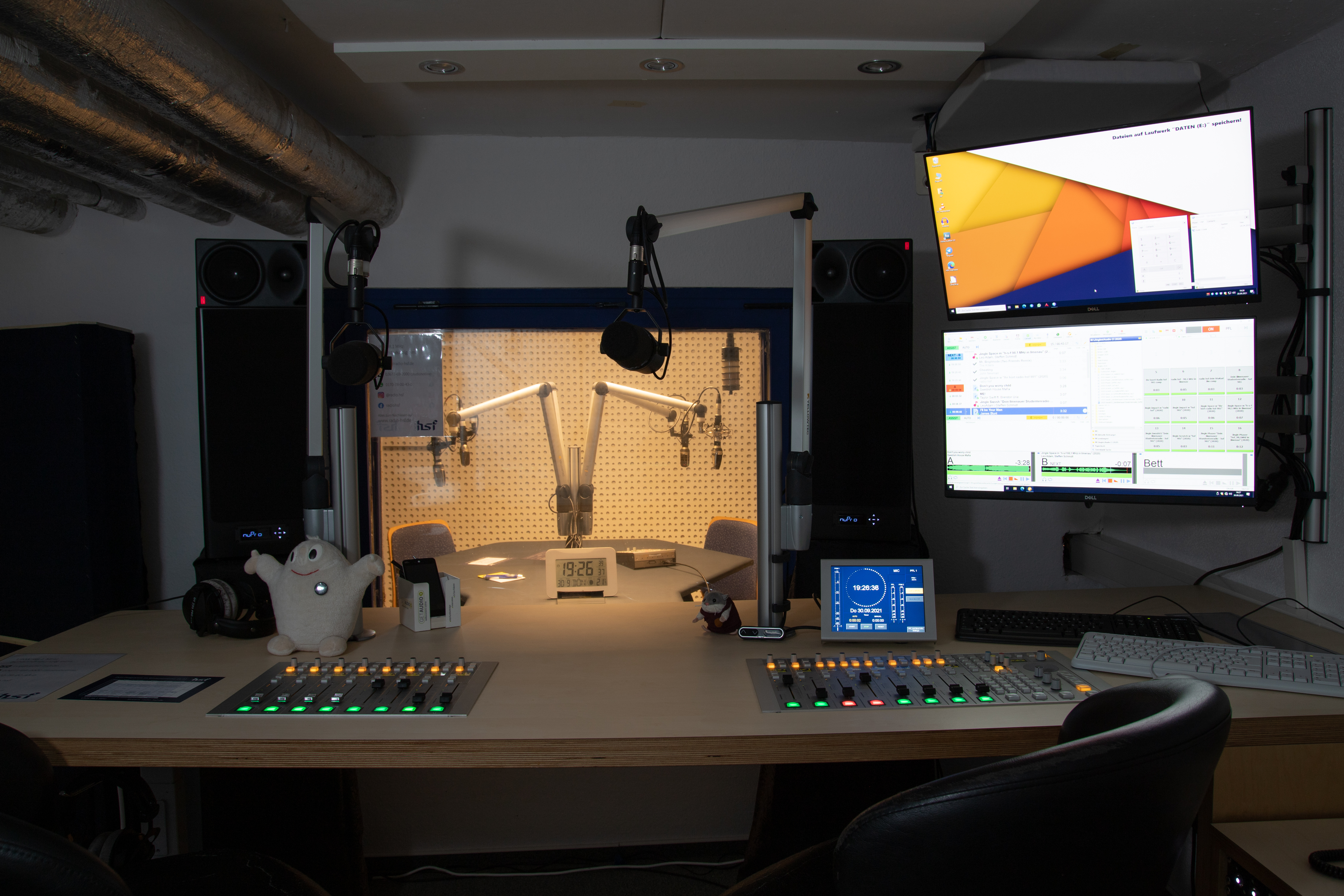
Heutiges Studio 1 aus Sicht des Regieraums mit Selbstfahrer-Pult

## Geschichte

### Das Studio im Alten Technikum (1950–1993)

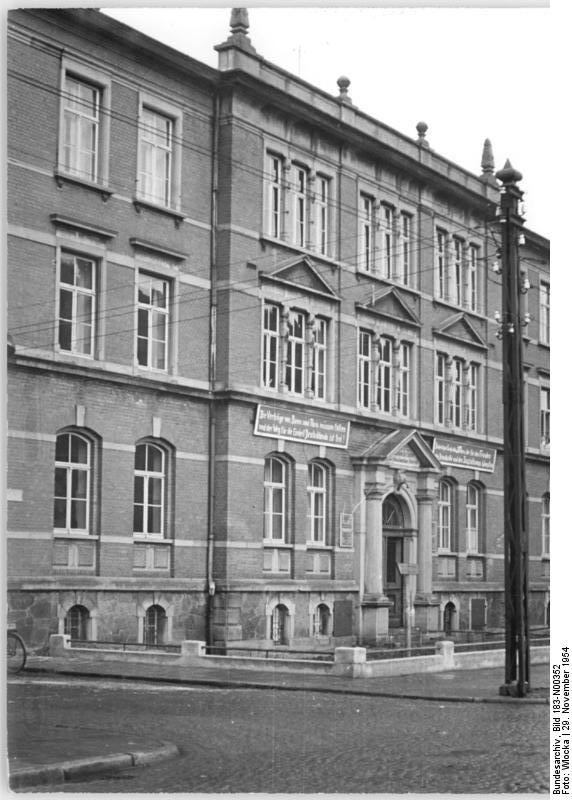
Das Alte Technikum (1954), ab 1951 Heimat des Hochschulfunk

Im Frühjahr 1950 nahm eine von Ingenieurschulstudenten zunächst behelfsmäßig aufgebaute und von ihnen auch betriebene Betriebsfunkanlage der damaligen Fachschule für Elektrotechnik und Maschinenbau Ilmenau den Sendebetrieb auf. Aus einem provisorischen Studio wurden täglich Sendungen von fünf bis zehn Minuten Länge in der großen Pause in die Klassenräume übertragen. Die Redaktion war damals schon thematisch in die Bereiche Politik, Kultur, Wirtschaft, Technik und Sport unterteilt.
Der Fachschulfunk übernahm auch die damalige Stadtfunkanlage, die zu Durchsagen der Stadtverwaltung sowie von Parteien und anderen Organisationen an die Bevölkerung der Stadt Ilmenau diente. Im Auftrag der SED-Kreisleitung, des Rates des Kreises und des Rates der Stadt Ilmenau wurde 1954 ein alter PKW zu einem Übertragungswagen für öffentliche Veranstaltungen wie am 1. Mai oder zum Jahrestag der DDR aufgerüstet, der aber schon 1956 wegen Motorschadens liegen blieb und in der Folge demontiert wurde.
Als im Herbst 1951 die Kapazität der Fachschule auf 800 Studenten erweitert wurde, kam das bis dahin jahrelang als Finanzschule genutzte Alte Technikum, der heutige Curie-Bau, wieder zur Fachschule zurück. In den Jahren 1952 und 1953 wurde dann wiederum durch Studenten im Zimmer 319 des Vorderhauses das später so genannte Innendienststudio aufgebaut.
Nach Gründung der Hochschule für Elektrotechnik Ilmenau konnten die ersten ihrer Studenten für die jetzt in Hochschulfunk umbenannte Einrichtung gewonnen werden. Zwischen 1953 und 1955 benutzten Fach- und Hochschulstudenten das Studio gemeinsam. 1955 ging das Studio dann voll an die Hochschule für Elektrotechnik über.
Das Studio war in einen Vorraum (Archiv und Akten), einen Regieraum und einen Sprecherraum aufgeteilt. Im Sprechertisch war das Mikrofon CV 7049 des VEB Funkwerk Leipzig (die „Flasche“) eingebaut. Der Raum selbst war mit Bastmatten verkleidet, unter denen sich eine Schicht Glaswatte befand. Das Studiofenster zwischen Sprecherraum und Regie war dreifach verglast und mit Gummi abgedichtet. Auf dem Fußboden lag ein dicker Teppich zur Trittschalldämpfung. Im Regieraum standen ab 1952 zwei professionelle Bandmaschinen der Firma Wetzel, die mit einer Bandgeschwindigkeit von 76,2 cm/s arbeiteten. Nun konnten Sendungen und Musikaufnahmen aufgezeichnet und geschnitten werden. Die Klebetechnik mit flüssigem Aceton erforderte dabei großes handwerkliches Können. Die Maschinen hatten bereits getrennte Wiedergabe-, Aufnahme- und Löschköpfe.
Durch die hohe Bandgeschwindigkeit passten auf 1000 m Band nur etwa 21 Minuten Sendung. 1956 baute man daher die Bandmaschinen durch Abdrehen der Tonwellen auf 38,1 cm/s um. Infolgedessen musste auch in langer Arbeit das Tonarchiv umkopiert werden. 1958 konnten zwei Studiobandmaschinen TB 56d der Firma Elektro-Akustik Gebr. Israel erworben werden. Damit wurde es möglich, Beiträge mit dem Rundfunk auszutauschen. Außerdem konnte das knappe Bandmaterial von nun an ökonomischer eingesetzt werden. In der Anfangszeit wurde dieses meist bei Praktikumseinsätzen der Hochschulfunker bei den Sendern Weimar und Leipzig besorgt.
Der Regietisch mit Kommandomikrofon, Reglerfeld, Pegelmesser und Abhörfeld wurde ebenfalls noch von der Fachschule konzipiert und gebaut und war bis 1993 in Betrieb. Zur weiteren Ausstattung gehörten außerdem eine Verstärkeranlage, ein UKW-Empfänger, das Klinkenfeld und ein Drahtfunk-Empfänger. 1958 kam ein Kondensatormikrofon CMV 563 der Firma Neumann hinzu.
Ab 1955 wurden regelmäßig thematische Mittagssendungen in die Mensa im Curiebau gesendet: Montags „Sport vom Wochenende“, Dienstags „Kultur und Wissenschaft“, Mittwochs „Politik“, Donnerstags „Aktuelles/Reporter“, Freitags „Satire“, Samstags „Tanzmusik“. Die Sendungen wurden am Abend zuvor vorproduziert. Ein Sprecher vom Dienst fügte am jeweiligen Mittag aktuelle Meldungen hinzu, die im Studio abgegeben werden konnten. Zu einer Sendegruppe gehörten ein Sendeleiter, ein Redakteur, ein Sprecher und ein Techniker.
Vor allem die Gestaltung der Sendung „Satire“ erwies sich als recht schwierige Aufgabe. Hier wurden kritikwürdige, aber auch lustige Dinge gesammelt und mit Musik in Szene gesetzt. Der zuständige Redakteur wurde für seine kritischen Beiträge gemaßregelt und musste zur „Bewährung“ für zwei Jahre in die „Produktion“.
Nach 1956 versuchten Hochschulparteileitung und FDJ-Leitung – aufgeschreckt durch die aktuelle politische Entwicklung – einen größeren Einfluss im Hochschulfunk zu gewinnen. Dieser wurde nun direkt der Hochschulparteileitung unterstellt. Allerdings betrachtete man sich dort immer als relativ eigenständige Gruppe, die keiner regelmäßigen Kontrolle oder Zensur unterlag. Beschwerden über Sendungsinhalte gab es gelegentlich, aber immer erst nach dem Abfahren der Sendungen.
Im Februar 1957 wurde ein Teil der Vorlesungen der Hochschule in der Ilmenauer Festhalle gehalten. Zur akustischen Versorgung der Halle wurde dort über mehrere Jahre ein Außendienststudio aufgebaut. Daraus ergab sich die Zweiteilung des Hochschulfunks – der Innendienst produzierte Sendungen und betreute das Musikarchiv, der Außendienst übernahm die Beschallung auch von allen anderen Veranstaltungen in der Festhalle. Diese Veranstaltungen beinhalteten Parteikonferenzen, den Hochschulfasching – mit eigenen traditionellen Sendebeiträgen – und Betriebsfesten der Großbetriebe der Stadt und des Kreises Ilmenau.
Seit 1957 wurden fast alle größeren Ereignisse im Kreis Ilmenau vom Hochschulfunk beschallt. Jährlich kamen so etwa 150 Veranstaltungen zusammen. Ein Höhepunkt waren die jährlichen Beschallungen der 1. Mai-Feierlichkeiten. Über Postleitungen wurden die einzelnen „Sprechstellen“ mit einem zentralen Programm aus dem Innendienst versorgt. Durch den Hochschulfunk wurden auch die Hochschulsportfeste betreut. Erwähnenswert ist vor allem das traditionelle Fußballspiel zwischen Lehrkörper und Studenten, das auch kommentiert wurde.
Bis in das Jahr 1966 hinein wurde täglich ein Programm von 1,5 Stunden in die alte Mensa im Curiebau gesendet. In den folgenden drei Jahren reduzierte sich die tägliche Sendezeit auf 15 Minuten, bis der Sendebetrieb im Jahr 1969/70 fast vollständig zum Erliegen kam und schließlich eingestellt wurde. Ursache waren die zunehmenden Beschwerden der Mitarbeiter der Hochschule sowie der Küchenfrauen, von denen einige sogar mit Kündigung drohten.

### Das Studio in der neuen Mensa (1972–1989)

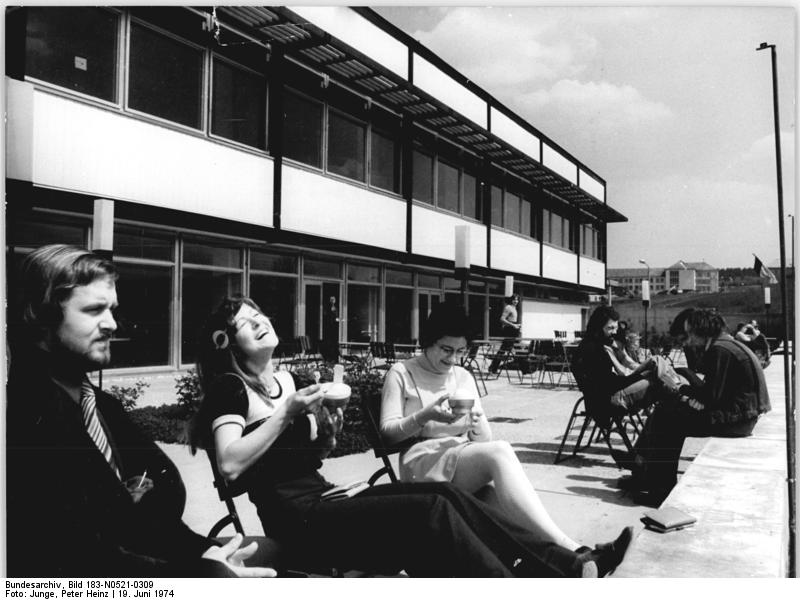
Neue Mensa kurz nach der Eröffnung (1974)

Bis zur Eröffnung der neuen Mensa am Ehrenberg beschränkte sich der Sendebetrieb auf zwei einstündige Live-Sendungen dienstags und donnerstags von 18 Uhr bis 19 Uhr, die nur in Internatsbaracken über installierte Diodenbuchsen empfangen werden konnten. Außerdem hielt man sich mit der Produktion von Werbevorspännen für den Hochschulfilmclub über Wasser.
Bei der Planung der neuen Mensa am Ehrenberg war der Hochschulfunk trotz vorhandener detaillierter sowie aufwändig und professionell selbst entwickelter Projekte von den Architekten nicht mit eingeplant worden. Als bis heute bestehende Notlösung teilte man 1972 einen winzigen Raum vom oberen Flur in der Mensa ab, der als Studio diente. Anfangs gab es auch nur eine rudimentäre Verkabelung: eine Lautsprecherbuchse, eine Mikrofonbuchse und zwei Lautsprecher pro Mensasaal, sowie eine einfache Verstärker-Anlage. Erst in den Winterferien 1976 wurde die Mensa komplett verkabelt. Dazu wurden ein Klinkenfeld installiert und etwa 40 km Kabel gezogen.
Nach der Eröffnung der neuen Mensa wurden dort bis Ende der 90er Jahre zweimal wöchentlich Kurzmagazine, die so genannte „Funkzeit“, übertragen. Die Themen kamen vor allem aus dem Hochschulalltag, der Bildungspolitik und der Stadt. Das Ganze wurde mit Musik und Veranstaltungshinweisen gemischt. Die Sendungen waren vorproduziert und wurden während der Mittagspause mehrfach wiederholt.
Am 31. Mai 1975 wurde die letzte Veranstaltung in der Festhalle durch den Hochschulfunk beschallt – der Vertrag mit der Stadt war ausgelaufen. Die Werkstatt für die Reparatur und Instandhaltung der Geräte musste aus der Festhalle in eine Baracke am Neuhäuser Weg ausweichen.
Nachdem Ende der 70er Jahre die erste Fernsehtechnik von der Film- und Bildstelle der Hochschule übernommen worden war, betätigte sich der hsf zunehmend auch auf den Gebieten Video und Fernsehen. 1977 konnte der erste Werbefilm im Foyer der Mensa gezeigt werden. 1982 ergänzte man dann die Verkabelung in der Mensa durch Videokabel. Ein eigener „Fernsehtext“ entstand, in dem man zuerst Dokumente abfilmte und diese Aufnahmen auf den Monitoren in der Mensa wiedergab. Mit dem 1988 selbstgebauten Rechnersystem wurde eine Art Videotext-System in Betrieb genommen, das seit dem Herbst 1990 Informationen per Breitbandkabel in den Wohnheimen verbreitet.
Das mittlerweile mehrfach weiterentwickelte System wird von verschiedenen Vereinen der Universität zur Verbreitung von Informationen genutzt. Zu den weiteren Aktivitäten des „hsf-TV“ gehörte die Produktion von Werbevideos, Bergfest- und Diplomandenfilmen, sowie Nachvertonungen.

### Die Wendejahre (1989–1991)
Mit der Wende 1989 eröffneten sich auch für den Hochschulfunk neue Möglichkeiten. Zunächst nahm das Interesse an aktueller, kritischer Information stark zu. Die Sendezeit in der „Funkzeit“ reichte nicht mehr für die Berichterstattung aus. Als Reaktion darauf gab es ab Herbst 1990 eine neue Mittagssendung, die „Funkgrube“. Aktuelle politische Entwicklungen wurden darüber hinaus auch in den gemeinsamen öffentlichen Talkshows des Hochschulfunks und der Studentenzeitschrift Guru diskutiert. Im Frühjahr 1991 ging dann die erste „hsf tuesday night“ über den Sender, die aus dem Bedürfnis heraus entstand, neben den Vorproduktionen wieder live zu senden. Diese vierstündige Sendung zum Dienstagabend, die mittlerweile das Kernstück eines bedeutend umfangreicheren Programms bildet, setzte sich aus Infomagazin, Talkshow mit Studiogästen und Musikspecial zusammen. Sie wurde anfangs über den Tonunterträger des Fernsehkabelsenders hsf-TV, ab 1992 über eine UKW-Frequenz im Campus-Kabelnetz ausgestrahlt.

### Der hsf als Verein (1991–heute)
Im Herbst 1991 wurde der hsf Studentenradio e. V. gegründet. Der Hochschulfunk war – wie auch alle anderen Arbeitsgemeinschaften – aus der Verantwortung der damaligen Technischen Hochschule Ilmenau entlassen worden und musste sich nun selbst tragen. Dazu gehört vor allem die Beschaffung der für den Betrieb einer Radiostation notwendigen Finanzen. Fördermittel und Spenden (auch Sachspenden) sowie Zuschüsse von Studentenrat und Studentenwerk bilden seitdem die materielle Grundlage des Vereins.
Im Jahr 1993 bot sich dem Hochschulfunk zum ersten Mal die Gelegenheit, auf einer terrestrischen UKW-Frequenz auf Sendung zu gehen. Im Rahmen der ersten Internationalen Studentenwoche in Ilmenau (ISWI) genehmigte die Thüringer Landesmedienanstalt einen Betriebsversuch zu lokalem Rundfunk. Dieses Sonderprogramm war der erste genehmigte Ereignisrundfunk in Thüringen. Das ISWIradio sendete vom 16. bis 23. Mai 1993 ein Vollprogramm über eine UKW-Sendeanlage der Telekom auf dem Kickelhahn (200 Watt auf 104,4 MHz). Von 35 aktiven und ehemaligen Mitgliedern wurde ein attraktives Programm gestaltet, das aufgrund der relativ hohen Sendeleistung fast überall in Thüringen zu empfangen war. Das ISWIradio wird seit dem alle zwei Jahre mit geringerer Leistung vom Ehrenberg beziehungsweise vom Tragberg bei Langewiesen ausgestrahlt.
Das alte Studio im Curiebau wurde im Frühjahr 1993 endgültig aufgegeben – das Gebäude wurde vollständig entkernt und neu ausgebaut. Der Hochschulfunk siedelte in das neue Studio im Oeconomicum auf dem Campus der TU Ilmenau um. Es wurde von den Mitgliedern des hsf Studentenradio e. V. mit gebrauchter Technik ausgestattet  und dient inzwischen zur Ausbildung der Studenten der Technischen Universität. Ein großer Zulauf bei den Medienstudiengängen und die damit verbundenen zeitlichen und räumlichen Beschränkungen machten einen erneuten Umzug notwendig.
Ende 1995 konnte im Keller des Studentenwohnheims „Haus L“ das heutige Studio 2 in Betrieb genommen werden, zur ISWI'97 war dort außerdem das jetzige Studio 1 fertig. Ein Großteil der eingesetzten Technik stammte aus der Hauptregie des ehemaligen Jugendradios DT64 und wurde umgerüstet und erweitert. Ebenfalls zur ISWI'97 war das Festival-Radio auch erstmals per RealAudio im Internet zu hören.
Im September 1999 wurde dem hsf Studentenradio von der Thüringer Landesmedienanstalt eine ständige Sendelizenz für die UKW-Frequenz 98,1 MHz zugewiesen. Seitdem werden bis zu 24 Stunden Programm pro Woche live produziert.
Im Januar 2002 war der hsf Studentenradio e. V. Gründungsmitglied der „Landesarbeitsgemeinschaft Bürgermedien Thüringen“ (LAG Bürgermedien), einem Netzwerk aller freien Radios und Fernsehsender in Thüringen. Außerdem wurde im Herbst 2002 das alte DT64-Regie-Pult im großen Studio durch ein leistungsstärkeres Studer-Pult ersetzt.
Ende 2020 wurde das Studio 1 aufwendig modernisiert. Im Zuge dessen wurde die gesamte Studiotechnik grundlegend erneuert, neuer Teppichboden verlegt und Akustikelemente an den Wänden angebracht.